# Giro della Lunigiana
Le Giro della Lunigiana est une course cycliste italienne disputée dans la région historique de la Lunigiana, dans les provinces de La Spezia et de Massa et Carrare. Créé en 1975, il s'agit d'une course par étapes de quatre jours faisant partie du calendrier international juniors masculin (17/18 ans).

## Palmarès
| Année | Vainqueur              | Deuxième               | Troisième             |
| ----- | ---------------------- | ---------------------- | --------------------- |
| 1975  | Corrado Donadio        | Paolo Piccinini        | Federico Vitale       |
| 1976  | Ivano Maffei           | Corrado Donadio        | Alessandro Primavera  |
| 1977  | Franco Chioccioli      | Emanuele Bombini       | Giuseppe Faraca       |
| 1978  | Raniero Gradi          | Massimo Mannarini      | Andrea Ciuti          |
| 1979  | Silvio Rivieri         | Paolo Paolucci         | Alessandro Targetti   |
| 1980  | Viktor Demidenko       | Oleh Petrovich Chuzhda | Sergueï Voronine      |
| 1981  | Oleh Petrovich Chuzhda | Gianni Bugno           | Nikolaj Krivotcheev   |
| 1982  | Yuri Abramov           | Yuri Serdukuv          | Roy Knickman          |
| 1983  | Alex Pedersen          | Jørn Skaane            | Rolf Sørensen         |
| 1984  | Gianluca Tonetti       | Francesco Ippolito     | Daniele Silvestri     |
| 1985  | Paolo Ricciuti         | Florido Barale         | Fabio Innocenti       |
| 1986  | Gianluca Bortolami     | Stefano Giraldi        | Vittorio Guerra       |
| 1987  | Stefano Zanini         | Vincenzo Galati        | Mauro Da Riva         |
| 1988  | Giuseppe Guerini       | John Cornelissen       | Simone Sartori        |
| 1989  | Gilberto Simoni        | Davide Rebellin        | Andrea Peron          |
| 1990  | Pavel Cherkasov        | Paolo Angelini         | Niels van der Steen   |
| 1991  | Andrey Mizourov        | Santiago Blanco        | Rik Reinerink         |
| 1992  | Marzio Bruseghin       | Matteo Frutti          | Paolo Bettini         |
| 1993  | Vitaly Kokorine        | Guido Trentin          | Alain Turicchia       |
| 1994  | Danilo Di Luca         | Giuliano Figueras      | Alexandre Parfimovich |
| 1995  | Alessandro Brendolin   | Petr Klasa             | Ivan Basso            |
| 1996  | Claudio Astolfi        | Dmitry Gaynitdinov     | Bram de Waard         |
| 1997  | Roel Eggelmeers        | Stefano Boggia         | Staf Scheirlinckx     |
| 1998  | Damiano Cunego         | Beniamino Di Nunzio    | Torsten Hiekmann      |
| 1999  | Alexandr Kolobnev      | Daniele Marziani       | Luca Lazzerini        |
| 2000  | Aleksandr Arekeev      | Vladimir Gusev         | Antonio Bucciero      |
| 2001  | Oleksandr Kvachuk      | Jurgen Van den Broeck  | Oleg Rodionov         |
| 2002  | Vincenzo Nibali        | Miha Švab              | Michael Muck          |
| 2003  | Valerio Agnoli         | Rémy Di Gregorio       | Cristiano Salerno     |
| 2004  | Rob Ruijgh             | Héctor González        | Ben Hermans           |
| 2005  | Thomas Vedel Kvist     | Jarosław Marycz        | Matteo Ciavatta       |
| 2006  | Daniele Ratto          | Diego Ulissi           | Adriano Malori        |
| 2007  | Giorgio Cecchinel      | Daniele Ratto          | Dimitri Le Boulch     |
| 2008  | Stefan Mair            | Wilco Kelderman        | Paweł Poljański       |
| 2009  | Simone Antonini        | Gennadi Tatarinov      | Michele Scartezzini   |
| 2010  | Maxat Ayazbayev        | Jasha Sütterlin        | Giacomo Berlato       |
| 2011  | Alberto Bettiol        | Simone Andreetta       | Valerio Conti         |
| 2012  | Matej Mohorič          | Silvio Herklotz        | Umberto Orsini        |
| 2013  | Tao Geoghegan Hart     | Scott Davies           | Robert Power          |
| 2014  | Non-disputé            | Non-disputé            | Non-disputé           |
| 2015  | Daniel Savini          | Riccardo Lucca         | Mattia Melloni        |
| 2016  | Tadej Pogačar          | Evgeny Kazanov         | Samuele Battistella   |
| 2017  | Andrea Innocenti       | Leon Heinschke         | Fabio Mazzucco        |
| 2018  | Remco Evenepoel        | Ilan Van Wilder        | Jakob Gessner         |
| 2019  | Andrea Piccolo         | Alessio Martinelli     | Andrea Piras          |
| 2020  | annulé                 | annulé                 | annulé                |
| 2021  | Lenny Martinez         | Ludovico Crescioli     | Alessandro Pinarello  |
| 2022  | António Morgado        | Paul Magnier           | Tomáš Sivok           |
| 2023  | Léo Bisiaux            | Lorenzo Finn           | Lorenzo Mottes        |
| 2024  | Paul Seixas            | Lorenzo Finn           | Pavel Šumpík          |